# Джаналієв Кадирали
Кадирали (Кидирали) Джаналієв (1909, аул № 1 (Караджол) Джаїльської волості Ауліє-Атинського повіту Сирдар'їнської області, тепер Республіка Казахстан — після 1991, місто Бішкек, тепер Киргизстан) — радянський діяч, 2-й секретар ЦК КП(б) Киргизії, 1-й секретар Джалал-Абадського обласного комітету КП(б) Киргизії. Депутат Верховної ради Киргизької РСР. Депутат Верховної Ради СРСР 1—3-го скликань (1941—1954).

## Біографія
Народився в родині селянина-бідняка. З жовтня 1921 по травень 1922 року — наймит в заможного селянина Івкіна в селі Старо-Ніколаєвка Ауліє-Атинського повіту. У травні 1922 — вересні 1927 року — селянин в господарстві батька в селі Талкан Кара-Балтинської волості. У 1925 році закінчив один клас сільської школи в селі Талкан Кара-Балтинської волості Киргизької автономної області. У 1927 році вступив до комсомолу.
З вересня 1927 по грудень 1929 року — червоноармієць Киргизького кавалерійського дивізіону в місті Фрунзе.
У грудні 1929 — жовтні 1930 року — голова сільськогосподарської артілі імені XV партз'їзду в селі Талкан Киргизької АРСР.
Член ВКП(б) з червня 1930 року.
З жовтня 1930 по липень 1931 року — інструктор Калінінського районного виконавчого комітету в селі Кара-Балта Киргизької АРСР. У липні 1931 — березні 1932 року — завідувач районного відділу освіти в селі Ат-Баши Киргизької АРСР. З березня 1932 по листопад 1933 року — голова сільського споживчого товариства в селі Каїнди Калінінського району Киргизької АРСР.
У листопаді 1933 — січні 1935 року — заступник голови виконавчого комітету Калінінської районної ради в селі Кара-Балта Киргизької АРСР. З січня 1935 по січень 1936 року — завідувач заготівельного пункту головного управління «Головм'ясо» Народного комісаріату харчової промисловості СРСР в селі Кара-Балта.
У січні — квітні 1936 року — уповноважений Киргизької ради профспілок.
З квітня 1936 по квітень 1937 року — слухач однорічних курсів марксизму-ленінізму в місті Фрунзе.
У квітні — червні 1937 року — інструктор Сталінського районного комітету КП(б) Киргизії. З червня 1937 по березень 1938 року — заступник директора з політичної частини машинно-тракторної станції (МТС) у селі Петровка Сталінського району Киргизької РСР. У березні — липні 1938 року — 2-й секретар Сталінського районного комітету КП(б) Киргизії.
16 липня 1938 — 10 лютого 1949 року — 2-й секретар ЦК КП(б) Киргизії. Одночасно 10 травня 1940 — 15 березня 1947 року — голова Верховної Ради Киргизької РСР. У 1947 році закінчив курси керівних партійних працівників при ЦК ВКП(б) у Москві.
У січні 1949 — лютому 1951 року — 1-й секретар Джалал-Абадського обласного комітету КП(б) Киргизії.
З лютого 1951 по вересень 1953 року — уповноважений Міністерства заготівель СРСР по Киргизькій РСР.
З вересня 1953 року — слухач республіканської партійної школи при ЦК КП Киргизії в місті Фрунзе.
На 1957 рік — заступник міністра радгоспів Киргизької РСР.
З жовтня 1969 року — персональний пенсіонер союзного значення в місті Фрунзе (Бішкеку) Киргизької РСР.

## Нагороди
- орден Леніна
- три ордени Трудового Червоного Прапора (31.01.1941,)
- орден «Знак Пошани»
- медаль «За доблесну працю у Великій Вітчизняній війні 1941—1945 рр.» (1945)
- медалі